# Disidencia científica
El disenso científico o disidencia científica es el hecho de disentir del consenso científico. Los desacuerdos son útiles para encontrar problemas en suposiciones, metodologías y razonamiento, así como para generar y probar nuevas formas de abordar lo desconocido. En tiempos modernos, con el rol incrementado de la ciencia en la sociedad y la politización de la ciencia, un nuevo aspecto ganó prominencia: el de los científicos disidentes en políticas públicas.
La disidencia científica es distinta del negacionismo, el cual es un rechazo deliberado del consenso científico normalmente por razones comerciales o ideológicas.

## La disidencia científica como norma de investigación científica
Miriam Solomon en su libro Social Empirism (Empirismo social, en español) argumenta que la disidencia científica es el estado normal de investigación científica, más que una situación de conflicto que necesite solución. Argumenta que los desacuerdos de científicos individuales sobre la dirección apropiada de la investigación no son causa de preocupación, porque la racionalidad científica tiene que ser evaluada a nivel de la comunidad científica.  Mientras todas las teorías que se persiguen produzcan algunos éxitos empíricos únicos, Solomon argumenta que su búsqueda vale la pena e incluso es consistente con la opinión común de que la ciencia apunta a la verdad. En opinión de Solomon, la competición de teorías científicas pueden incluso ser inconsistentes entre sí, mientras que cada una tenga cierto grado de verdad. La evidencia empírica puede no ser suficiente para distinguir entre teorías rivales, y las teorías exitosas a menudo tienen suposiciones centrales que son incorrectas.

### Disidencia científica histórica
Varios científicos famosos se han mostrado escépticos sobre lo que fueron, o llegaron a ser, posiciones científicas convencionales. Por ejemplo, Ernst Mach declaró en 1897: "¡No creo que los átomos existan!" Wilhelm Ostwald expresó un escepticismo similar sobre los átomos, pero cambió de opinión en 1908.
A fines del siglo XX, se creía que las úlceras pépticas eran causadas por el ácido, el estrés y factores diet éticos. Robin Warren y Barry Marshall mostraron en 1982 que la infección por la bacteria Helicobacter pylori era la responsable, pero la comunidad médica tardó años en hacer los cambios apropiados en el tratamiento de la úlcera.

## Disidentes suprimidos
El debate científico es una parte sana y necesaria  de la ciencia, pero el debate científico puede chocar con la dinámica de poder dentro del mundo académico. La supresión del debate científico legítimo, debe considerarse como una ruptura de la integridad académica. Entre los ejemplos de supresión, se incluyen a los editores de  revistas científicas que rechazan un artículo por razones políticas antes de la revisión por pares, que rechazan el acceso a los datos para la investigación que podría sacar conclusiones negativas sobre la seguridad de algún producto comercial y que presionan a una universidad para que despida a un investigador disidente.

## Falsa disidencia científica
En tiempos modernos los defensores del negacionismo científico, la pseudociencia, y las teorías de la conspiración a menudo intentan disfrazar sus puntos de vista como "disidencia científica" para aprovechar el beneficio de la duda. Tales casos se reconocen típicamente por la falta de elementos cruciales del método científico: base de evidencia insuficiente, carencia de rigor y control, etc.
La falta de discusión  sobre las afirmaciones provenientes de la ciencia marginal puede ser presentada como una supresión por parte de la ciencia mainstream. Esto fue descrito como "fabricación de disidencia" y hablado en el contexto de neo-creacionismo.
David Harker en la introducción a su libro Creating Scientific Controversies (Creando Controversias Científicas), resume la historia de cómo la industria del tabaco trabajó para fabricar una controversia con respecto a los efectos del tabaco en la salud.
En lo que a veces se conoce como "gambito de Galileo", los pseudocientíficos a veces se comparan con Galileo, argumentando que la oposición de los científicos establecidos, es en realidad un punto a favor de sus ideas. Van Bendegem escribe que "el ejemplo más famoso de analogía errónea es el abuso del caso de Galileo Galilei que resulta en su condena por la inquisición. equiparando a Galileo con el parapsicólogo e igualando a la Inquisición con el poder científico establecido científico" 

## Efecto en las políticas públicas modernas
Las opiniones discrepantes con el consenso científico pueden tener un efecto adverso en la percepción de la ciencia por parte del público en general y afectar la toma de decisiones en diversas políticas. Cuando se promueven prominentemente sin la debida proporción, las opiniones discrepantes pueden crear incertidumbre, como una impresión de opiniones en conflicto igualmente válidas. Ejemplos comunes de tal situación incluyen, por ejemplo, la controversia sobre el calentamiento global antropogénico, los asuntos de salud pública y los organismos genéticamente modificados. Por lo tanto, los científicos tratan la disidencia científica como problemática cuando puede tener un impacto significativo en la formulación de políticas públicas y tratan de mitigarla.
Las investigadoras de Melo-Martín e Intemann, critican tres estrategias principales para combatir la disidencia científica supuestamente peligrosa: enmascararla, silenciarla y desacreditar a los disidentes.  Melo-Martin e Intermann sostienen que estas estrategias provienen de un diagnóstico erróneo: el verdadero problema no es la disidencia, sino el analfabetismo científico público.

En lugar de centrarse en la disidencia, los científicos deben concentrarse en educar al público en general, para que las personas puedan hacer opiniones educadas y reconocer afirmaciones falsas y argumentos no válidos. Sostienen además que silenciar la disidencia en lugar de promover la alfabetización conlleva el riesgo de socavar la confianza pública en la ciencia.
Sheila Jasanoff, en el contexto del cambio climático, menciona un argumento común de que la opinión pública está mal informada, porque la industria petrolera fabrica incertidumbres y los medios exageran la disidencia, pero argumenta que es insuficiente para comprender el problema. Ella escribe que los estudios de controversias científicas muestran que la credibilidad de la ciencia depende no solo de un fuerte consenso científico, sino también del poder persuasivo de quienes hablan por la ciencia, especialmente en situaciones de controversia.

## Para saber más
- Bechler, Z. (1974) "Newton's 1672 optical controversies: a study in the grammar of scientific dissent" In: Yehuda Elkana and Samuel Sambursky (eds), The Interaction Between Science and Philosophy. Humanities Press. ISBN 9780391002555.
- Delborne, J.A. (2008) "Transgenes and transgressions: Scientific dissent as heterogeneous practice". Social Studies of Science, 38 (4): 509–541. doi 10.1177/0306312708089716
- Intemann, K. and de Melo-Martín, I. (2014) "Are there limits to scientists’ obligations to seek and engage dissenters?". Synthese, 191 (12): 2751–2765. doi 10.1007/s11229-014-0414-5
- Martin, B. (2008) "Enabling scientific dissent". New Doctor, (88): 2–5.
- Martin, B. (2012) "Breaking the siege: guidelines for struggle in science". In: P. Banks, D. Lunney and C. Dickman (eds) Science Under Siege: Zoology Under Threat, pp. 164–170.
- Maguire, R. (2007) "Scientific dissent amid the United Kingdom government's nuclear weapons programme". History Workshop Journal, 63 (1): 113–135).
- Shulman, S (2008) Undermining Science: Suppression and Distortion in the Bush Administration University of California Press. ISBN 9780520256262.